# Loredo (Mieres)
Loredo (oficialmente, en asturiano, Lloreo) es una parroquia del concejo asturiano de Mieres y una aldea de dicho concejo.

## Etimología
El topónimo deriva del latín laurum 'laurel'.

## Localización
Se sitúa en el margen izquierdo del río Caudal.
Limita al norte con la parroquia de Baíña, al sur con la de Seana y al este con las de La Rebollada y de nuevo con Seana. También limita al oeste con el concejo de Morcín.

## Núcleos de población
| Núcleo de población | Nombre oficial      | Población |
| ------------------- | ------------------- | --------- |
| Ablaña de Abajo     | Ablaña Baxo         | 105       |
| Ablaña de Arriba    | Ablaña Riba         | 123       |
| Barrio de Pachón    | El Barrio Pachón    | 48        |
| Casas de Arriba     | Encimalavilla       | 33        |
| Casas del Molino    | Les Cases del Molín | 0         |
| Conforcos           | Conforcos           | 0         |
| El Bullidoso        | Bulloso             | 0         |
| El Corión           | El Curión           | 14        |
| El Costón           | El Costón           | 2         |
| El Perío            | El Períu            | 5         |
| El Setal            | El Setal            | 0         |
| Fenosa              | La Fenosa           | 0         |
| La Falcuedra        | La Falcuedro        | 1         |
| La Paraxa           | La Paraxa           | 1         |
| La Parrocha         | La Parrocha         | 0         |
| La Pereda           | La Pera             | 76        |
| La Rociella         | La Rociella         | 49        |
| La Roza             | La Roza             | 6         |
| Las Cuestas         | Les Cuestes         | 0         |
| Las Laviades        | Llaviaes            | 3         |
| Las Quintanas       | Les Quintanes       | 13        |
| Llamas              | Llames              | 2         |
| Llaneces            | Yaneces             | 14        |
| Lleros de Abajo     | La Llerosa de Baxo  | 0         |
| Lleros de Arriba    | La Llerosa de Riba  | 0         |
| Llosa Alfonso       | La Llosa Alfonso    | 0         |
| Loredo              | Lloreo              | 48        |
| Los Paredones       | Los Pareones        | 38        |
| Mayadín de Arriba   | El Mayaín           | 0         |
| Nicolasa            | Nicolasa            | 13        |
| San Martiniego      | Samartiniego        | 67        |
| Tablado             | Tablao              | 0         |
| Vallín              | El Vallín           | 1         |
| Vega de San Pedro   | La Vega San Pedro   | 4         |